# Gardenia vernicosa
Gardenia vernicosa är en måreväxtart som beskrevs av Elmer Drew Merrill och Lily May Perry. Gardenia vernicosa ingår i släktet Gardenia och familjen måreväxter. Inga underarter finns listade i Catalogue of Life.